# Mark Herm
Mark Ian Herm (* Juli 1985 in Newtown Township, Pennsylvania) ist ein professioneller US-amerikanischer Pokerspieler. Er ist zweifacher Braceletgewinner der World Series of Poker.

## Pokerkarriere

### Werdegang
Herm spielt seit August 2006 Onlinepoker. Unter den Nicknames shipp itt (PokerStars), dipthrong (Full Tilt Poker, Absolute Poker sowie Bodog) und dipthr0ng (UltimateBet) gewann er bis Mai 2016 Turnierpreisgelder von mehr als 5 Millionen US-Dollar. Den Großteil von über 3 Millionen US-Dollar erspielte er sich auf der Plattform PokerStars, bei der er 2010 die Sunday Million sowie 2014 ein Turnier der Spring Championship of Online Poker gewann. Im Jahr 2010 stand der Amerikaner zeitweise auf dem fünften Platz des PokerStake-Rankings, das die erfolgreichsten Onlinepoker-Turnierspieler weltweit listet. Mittlerweile spielt er nur noch auf den Plattformen GGPoker, WSOP.com und WSOP.com PA.
Seine erste Geldplatzierung bei einem Live-Pokerturnier erzielte Herm Ende September 2006 beim UltimateBet Aruba Poker Classic in Palm Beach auf Aruba. Im Juni 2007 war er erstmals bei der World Series of Poker (WSOP) im Rio All-Suite Hotel and Casino in Paradise am Las Vegas Strip erfolgreich und kam bei einem Turnier der Variante No Limit Hold’em in die Geldränge. Bei den Borgata Summer Poker Open belegte der Amerikaner im Juni 2008 beim Main Event den mit 34.500 US-Dollar dotierten neunten Platz. Bei der WSOP 2011 erzielte er drei Geldplatzierungen und kam u. a. erstmals im Main Event auf die bezahlten Ränge. Im Dezember 2012 erreichte Herm beim Main Event der European Poker Tour den Finaltisch und beendete das Turnier auf dem mit 75.000 Euro prämierten achten Platz. Anfang Juli 2014 saß er an seinem ersten WSOP-Finaltisch und wurde beim Mixed Max Dritter, wofür er über 125.000 US-Dollar erhielt. Beim PokerStars Caribbean Adventure auf den Bahamas gewann Herm Mitte Januar 2015 in Pot Limit Omaha sein erstes Live-Turnier. Im Januar 2016 belegte er beim Aria High Roller im Aria Resort & Casino am Las Vegas Strip den dritten Rang und erhielt knapp 270.000 US-Dollar. Bei der WSOP 2016 erreichte der Amerikaner einen Finaltisch und beendete diesen als Dritter für knapp 225.000 US-Dollar. Anfang Juli 2016 entschied er im Venetian Resort Hotel am Las Vegas Strip das Deep Stack Extravaganza mit einer Siegprämie von rund 310.000 US-Dollar für sich. Seine bis dato letzte Geldplatzierung bei einem Live-Turnier erzielte Herm Ende Juni 2018.
Ab Juli 2020 erzielte Herm auf GGPoker bei der aufgrund der COVID-19-Pandemie erstmals ausgespielten World Series of Poker Online (WSOPO) insgesamt 12 Geldplatzierungen und belegte dabei u. a. einen mit knapp 110.000 US-Dollar dotierten zweiten Platz. Bei der WSOPO 2021 gewann er im August 2021 das erste bei WSOP.com PA ausgespielte Bracelet und sicherte sich eine Siegprämie von knapp 50.000 US-Dollar. Bei der WSOP 2021 gewann der Amerikaner das online ausgespielte Big 500 und erhielt sein zweites Bracelet sowie rund 90.000 US-Dollar.
Insgesamt hat sich Herm mit Poker bei Live-Turnieren mehr als 1,5 Millionen US-Dollar erspielt.

### Braceletübersicht
Herm kam bei der WSOP 52-mal ins Geld und gewann zwei Bracelets:
| Jahr   | Buy-in (in $) | Turnier                                          | Teilnehmer | Preisgeld (in $) |
| ------ | ------------- | ------------------------------------------------ | ---------- | ---------------- |
| 2021 O | 500           | WSOP.com PA – No Limit Hold’em Keystone Kick Off | 500        | 48.420           |
| 2021 O | 500           | WSOP.com No-Limit Hold’em Big 500                | 742        | 89.356           |